# Oda de Saxònia
Oda de Saxònia fou una princesa saxona (877- després de 952). Era filla del duc Otó I de Saxònia l'Il·lustre (880-912) i de Hedwigis (o Hedwiga) de Baviera. Es va casar amb el rei de Lotaríngia Zuentibold i a la mort d'aquest l'agost del 900 (quan Oda tenia menys de 15 anys), va contreure segones noces amb el comte Gerard I de Metz. D'aquest enllaç van néixer: 
- Wicfrid, abat de Santa Úrsula de Colònia, i després arquebisbe de Colònia del 924 al 953.
- Oda (Uda) de Metz (morta després del 18 de maig 963), casada amb el comte Goteló o Gozlí de Bidgau i de Methingau, i després abat laic de Gorze (mort 942)
- Una filla de nom desconegut
- Godofreu (mort després de 949), comte al Jülichgau.

Va enviudar per segon cop el 910, i llavors Oda es va casar amb Eberard, comte a l'Oberlahngau.